# Miniszew (gromada)
Miniszew (od 1 VII 1967 Chwalborzyce) – dawna gromada, czyli najmniejsza jednostka podziału terytorialnego Polskiej Rzeczypospolitej Ludowej w latach 1954–1972.
Gromady, z gromadzkimi radami narodowymi (GRN) jako organami władzy najniższego stopnia na wsi, funkcjonowały od reformy reorganizującej administrację wiejską przeprowadzonej jesienią 1954 do momentu ich zniesienia z dniem 1 stycznia 1973, tym samym wypierając organizację gminną w latach 1954–1972.
Gromadę Miniszew siedzibą GRN w Miniszewie (obecnie w granicach wsi Kozanki Podleśne) utworzono – jako jedną z 8759 gromad na obszarze Polski – w powiecie tureckim w woj. poznańskim, na mocy uchwały nr 39/54 WRN w Poznaniu z dnia 5 października 1954. W skład jednostki weszły obszary dotychczasowych gromad Chwalborzyce, Chorzepin, Kozanki Podleśne, Kozanki Wielkie, Pęgów i Zaborów ze zniesionej gminy Świnice oraz obszary dotychczasowych gromad Domanin, Rożniatów i Różniatów-Kolonia ze zniesionej gminy Orzeszków w tymże powiecie. Dla gromady ustalono 20 członków gromadzkiej rady narodowej.
1 stycznia 1956 gromada weszła w skład nowo utworzonego powiatu poddębickiego w woj. łódzkim.
1 stycznia 1967 gromadę Miniszew zniesiono w związku z przeniesieniem siedziby GRN z Miniszewa do Chwalborzyc i zmianą nazwy jednostki na gromada Chwalborzyce.
Uwaga: Nazwa gromada Miniszew występuje we wszystkich wykazach do początku lat 1960.. W wykazie z 1965 roku pojawia się jednak jednokrotnie nazwa gromada Mniszew.